# Systole coriandri
Systole coriandri is een vliesvleugelig insect uit de familie Eurytomidae. De wetenschappelijke naam is voor het eerst geldig gepubliceerd in 1933 door Gussakovsky.